# 존 카펠로스
존 캐펄로스(John Kapelos, 1956년 3월 8일 ~ )는 캐나다의 배우이다.

## 출연 작품

### 영화
- 도둑 (1981)
- 투씨 (1982)
- 아직은 사랑을 몰라요 (1984)
- 조찬 클럽 (1985)
- 록산느 (1987)
- 유혹은 밤 그림자처럼 (1990)
- 쉐도우 (1994)
- 크래프트 (1996)
- 레릭 (1997)
- 금발이 너무해 (2001)
- 미믹 3 (2003)
- 피의 복수 (2004)
- 위스퍼 (2007)
- 셰이프 오브 워터: 사랑의 모양 (2017) - 아조매니언 역
- The Unicorn (2018)